# Bajo Chaco
El Bajo Chaco es una región comprendida en las proximidades de los ríos Paraguay y Pilcomayo del Gran Chaco. Dicha región se caracteriza por terrenos anegadizos, pantanosos, áridos, y húmedos, a diferencia del Alto Chaco que es seco y árido.
En estos lugares se podrá encontrar una especie de palmas que se lo llama [Caranday] o [Palmera de Agua].